# Radio Tonassé
Radio Tonassé (107,2 FM) ist ein privat betriebener Hörfunksender im westafrikanischen Staat Benin.

## Hintergrund
Der Sender wurde am 21. Juni 2003 von Natondé Bonaventure gegründet, hat seinen Sitz in Covè, einer Kommune im Département Zou, und verfügt über eine Zulassung der HAAC (französisch Haute Autorité de l'Audiovisuel et de la Communication, deutsch Hohe Behörde für audiovisuelle Medien und Kommunikation). Die inhaltliche Spanne des Senders reicht eigenen Angaben zufolge von Politik und Wirtschaft über Kultur, Bildung und Gesundheit bis zu Sport, Musik und Freizeit. Die Beiträge erfolgen in französischer Sprache sowie in den anderen in Benin verbreiteten Sprachen Fongbé, Adjagbé sowie Yoruba.

## Verbreitungsgebiet
Neben Cové gehörten mit Stand 2018, zum 15. Geburtstag des Senders, auch die Kommunen Ouinhi und Zagnanado zum Sendegebiet. Im zeitlichen Umfeld des Jubiläums wurde auch eine mobile App für das Streaming eingeführt.
Die Friedrich-Ebert-Stiftung (FES) zählt Radio Tonassé zu den ländlichen und kirchlichen Radiosendern. In einem undatierten Dokument mit Kontaktadressen beninischer Journalisten listet die deutsche Stiftung sechs Mitarbeiter von Radio Tonassé auf.